# Costa Ocidental (Cantábria)

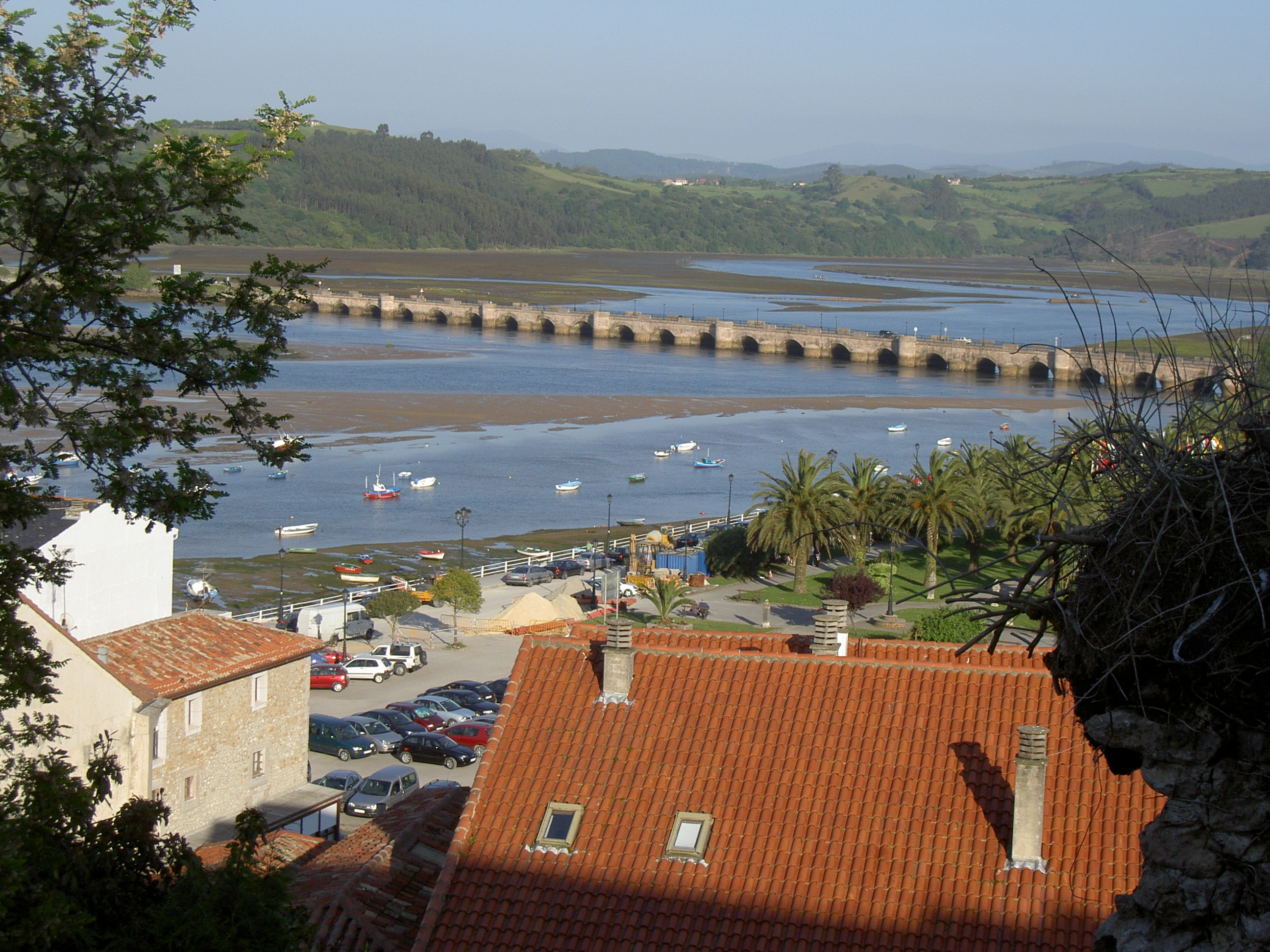
Vista da ria de San Vicente de la Barquera e da Ponte de La Maza

A Costa Ocidental é uma comarca do norte de Espanha, na província e comunidade autónoma da Cantábria, no litoral do mar Cantábrico. A sua capital é San Vicente de la Barquera e é constituída por treze municípios, cuja área conjunta é 318 km² e em 2021 tinham um total de 19 472 habitantes.
Apesar de já existir uma lei para a divisão em comarcas da Cantábria desde 1999, esta ainda não foi regulamentada, pelo que a comarca, como as restantes da comunidade autónoma, não tem carácter administrativo oficial. Devido a isso, os limites da comarca variam um conforme as fontes, embora todos os municípios que a integram tenham elementos característicos comuns; em algumas fontes, todos os municípios da Costa Ocidental à exceção de Santillana del Mar são também da comarca de Saja-Nansa (ver secção "Municípios"). A comarca estende-se a oeste até  Unquera [es] (no município de Val de San Vicente), na foz do Deva, que marca o limite com as Astúrias. A leste estende-se até Ubiarco [es] (no município de Santillana del Mar), no limite com a comarca de Besaya. É na costa ocidental que desembocam dois dos principais rios cantábricos, o Deva e o Nansa [es], o mesmo acontecendo com o Escudo [es].
| Limites da Costa Ocidental |  |                   |
| Mar Cantábrico             |  |                   |
| Astúrias                   |  | Comarca de Besaya |
| Comarca de Saja-Nansa      |  |                   |

## Descrição
A região tem um carácter semiurbano e tem muitas atrações turísticas, como praias, natureza, património histórico e arquitetónico, gastronomia e cultura em geral. Além de numerosas praias, centros históricos e monumentos, há um parque natural (de Oyambre [es]). Entre as principais atrações de carácter cultural destacam-se a Caverna de Altamira, um dos locais de arte rupestre mais importantes do mundo, a Colegiada de Santillana del Mar [es]) e, em Comillas, o Palácio de Sobrellano, Fundação Comillas [es] (antiga sede da Universidade Pontifícia Comillas e El Capricho (da autoria de Antoni Gaudí).
Os municípios mais conhecidos e que atraem mais turistas são Santillana del Mar, Comillas e San Vicente de la Barquera, os quais estão entre os principais destinos turísticos da Cantábria. Apesar de ser uma zona turística, ao contrário do que ocorreu na costa oriental, há muito pouca construção massiva, para o que poderá ter contribuído ter sido uma área de acesso relativamente difícil até à abertura dos troços mais ocidentais da Cantábria da autoestrada do Cantábrico, já no século XXI.
| Municípios                 | Municípios | Municípios       | Municípios           |
| Município                  | Área (km²) | População (2021) | Densidade (hab./km²) |
| -------------------------- | ---------- | ---------------- | -------------------- |
| Alfoz de Lloredo           | 46,3       | 2 437            | 52,6                 |
| Comillas                   | 18,6       | 2 117            | 113,8                |
| Ruiloba                    | 15,1       | 741              | 49,1                 |
| San Vicente de la Barquera | 41,5       | 4 073            | 98,1                 |
| Santillana del Mar         | 28,5       | 4 231            | 148,5                |
| Udías                      | 19,7       | 930              | 47,2                 |
| Val de San Vicente         | 50,9       | 2 786            | 54,7                 |
| Valdáliga                  | 97,8       | 2 157            | 22,1                 |

Segundo algumas fontes, praticamente todos os municípios desta comarca fazem também parte da comarca de Saja-Nansa: em 2022 Turismo da Cantábria, apresentava San Vicente de la Barquera, Val de San Vicente e Valdáliga naquela comarca; em 2008 o website de entidades locais do Ministério de Administraciones Públicas espanhol incluía San Vicente de la Barquera, Udías, Val de San Vicente e Valdáliga naquela comarca; por último, em 2022 a mancomunidade Associação de Desenvolvimento Rural Saja Nansa tinha como associados os municípios de Alfoz de Lloredo, Comillas, San Vicente de la Barquera, Udías, Val de San Vicente e Valdáliga. Ou seja, o único município da Costa Ocidental que nunca é considerado como sendo da comarca de Saja-Nansa é Santillana del Mar.